# Veselov
Veselov (německy Paßnau) je malá vesnice, část města Žlutice v okrese Karlovy Vary v Karlovarském kraji. Nachází se asi 3,5 kilometru severozápadně od Žlutic. Prochází zde silnice II/205. Veselov je také název katastrálního území o rozloze 4,56 km².

## Historie
První písemná zmínka o vesnici pochází z roku 1378, kdy patřila Chanovi z Veselova, který byl leníkem žlutických Rýzmburků. Roku 1394 je poprvé uváděna zdejší tvrz, ale z dalších majitelů jsou známi jen Hrzek z Veselova mezi lety 1399–1405 a Jan Zumr z Herstošic v roce 1526. Buď on nebo jeho synové Veselov připojili k holetickému panství. Od roku 1602 patřila část vesnice Václavu Zumrovi. Ten se zúčastnil stavovského povstání, za což byl potrestán ztrátou třetiny majetku, ke které patřila tvrz a dvůr ve Veselově s lesy, rybníky a dalším příslušenstvím. Novým majitelem se v roce 1626 stal Severin Thalon z Herštejna, který statek připojil k údrčskému panství. Veselovská tvrz již nebyla potřebná a po čase beze zbytku zanikla.

## Obyvatelstvo
Při sčítání lidu v roce 1921 zde žilo 202 obyvatel (z toho 107 mužů), z nichž byl jeden Čechoslovák a 201 Němců. Až na šest židů se hlásili k římskokatolické církvi. Podle sčítání lidu z roku 1930 měla vesnice 185 obyvatel: jeden Čechoslovák, 181 Němců a tři Židé. Kromě tří členů izraelské církve byli římskými katolíky. V roce 2011 zde trvale žilo 40 obyvatel.
| Rok            | 1869 | 1880 | 1890 | 1900 | 1910 | 1921 | 1930 | 1950 | 1961 | 1970 | 1980 | 1991 | 2001 | 2011 | 2021 |
| -------------- | ---- | ---- | ---- | ---- | ---- | ---- | ---- | ---- | ---- | ---- | ---- | ---- | ---- | ---- | ---- |
| Počet obyvatel | 231  | 224  | 222  | 220  | 209  | 202  | 185  | 112  | 78   | 73   | 61   | 49   | 61   | 40   | 42   |
| Počet domů     | 39   | 39   | 39   | 39   | 38   | 38   | 41   | 31   | 51   | 24   | 19   | 24   | 24   | 24   | 25   |

## Obecní správa
Při sčítání lidu v letech 1869–1974 Veselov byl samostatnou obcí, se kterým patřil nejprve do okresu Žlutice, ale v roce 1950 v okrese Toužim a v letech 1961–1974 v okrese Karlovy Vary. Od 1. ledna 1975 je částí města Žlutice v okrese Karlovy Vary. V letech 1950–1974 k obci patřily Knínice a v letech 1961–1974 také Ratiboř.

## Pamětihodnosti
- Zaniklá kaple Nejsvětější Trojice na návsi u autobusové zastávky, zbořená po roce 1952[12]